# لنی کلارک
لنی کلارک (به انگلیسی: Lenny Clarke) (زاده ۱۶ سپتامبر ۱۹۵۳) کمدین و بازیگر آمریکایی است.
از فیلم‌های معروف او می‌توان به بازی در فیلم یه چیزی راجع به مری هست، تب استقرار، قلب‌های ربوده‌شده اشاره کرد.